# Mjesečnica (biljni rod)
Mjesečnica (srebrenka, lat. Lunaria) je biljni rod iz porodice kupusovki ili krstašica raširen po Europi. Postoje tri vrste od kojih dvije rastu i u Hrvatskoj, to su jednogodišnja (uvezena i u Sjevernu Ameriku) i ružičasta mjesečnica. 
Ružičasta mjesečnica je ljekovita uresna trajnica koja raste na Biokovu. Treća vrsta Lunaria telekiana endem je s Prokletija.

## Vrste
1. Lunaria annua L.
2. Lunaria rediviva L.
3. Lunaria telekiana Jáv.